# コンパニオン・オブ・オナー勲章
コンパニオン・オブ・オナー勲章（コンパニオン・オブ・オナーくんしょう、Order of the Companions of Honour）は、英連邦王国の勲章（オーダー、騎士団勲章）である。1917年6月4日にイギリス国王ジョージ5世によって、優れた業績に対する褒賞として、大英帝国勲章と共に創設された。この勲章は元々、この特別な区分が最も適切であると認められる限られた数の人物に授与されることが意図されており、称号の承認や功績の分類とは切り離された名誉を構成するものである。現在では、「芸術、科学、医学、行政の分野における長期に渡る大きな貢献をした人物」に授与することと規定されている。最初の叙勲はいずれも第一次世界大戦に関する功労に対するものであり、『ロンドン・ガゼット』紙に掲載された。

## 構成

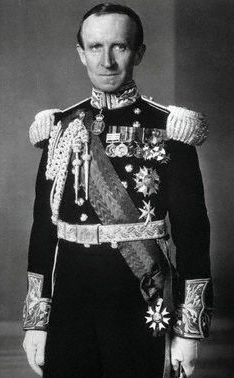
コンパニオン・オブ・オナー勲章を首にかけたカナダ総督のトゥイーズミュア男爵ジョン・バカン

コンパニオン・オブ・オナー騎士団は、騎士団の主権者(Sovereign)である連合王国の君主と、最大65人の会員で構成される。さらに、英連邦王国の領域外の外国人または英連邦市民を名誉会員として加えることができる。会員の階級は1階級のみであり、連合王国の君主のみが、この騎士団の主権者として会員を任命することができる。叙勲に伴って称号や席次が与えられることはないが、"CH"のポスト・ノミナル・レターズを使用することができる。
一般に、叙勲は英連邦王国首相の助言によって行われる。カナダ国民の場合、君主への助言は官僚が行うことができる。当初は50人だったが、1943年に65人に拡張され、イギリス45人、オーストラリア7人、ニュージーランド2人、南アフリカ2人、その他9人の枠が設けられた。1970年にイギリス47人、オーストラリア7人、ニュージーランド2人、その他9人となった。1975年には、ニュージーランド4人、その他7人に改められた。
オーストラリア内閣は、現在でも授章候補者を推薦することはできるものの、他のオーストラリア国内の栄誉より優先してこの勲章を自国の国民に授与することを事実上停止している。最後に授与されたオーストラリア国民はダグ・アンソニーであり、2020年12月20日に死去した。その他の英連邦諸国からの推薦は継続して行われており、2018年にはニュージーランドのソプラノ歌手のキリ・テ・カナワに、2019年にはカナダの作家のマーガレット・アトウッドに対して叙勲された。

## 徽章
コンパニオン・オブ・オナー勲章の徽章は、青い楕円形の縁の中に、オークの木、イギリスの国章の入った盾、鎧を着た騎士が刻まれた長方形のパネルが入っており、楕円形の縁の上に王冠が載っている。楕円形の縁には金色で"IN ACTION FAITHFUL AND IN HONOUR CLEAR"という文言が書かれている。これは、アレキサンダー・ポープがジェームズ・クラッグスに宛てた手紙から引用したもので、ウェストミンスター寺院のクラッグスの記念碑に刻まれている。男性は赤地に金色の縁取りをしたリボンで首にかけ、女性は左肩にかけたリボンに徽章を付ける。

## 現在の会員
- 主権者: 国王チャールズ3世

| 会員番号 | 名前                                                            | ポストノミナル                          | 職業                                                   | 授与年月日     | 年齢 |
| -------- | --------------------------------------------------------------- | --------------------------------------- | ------------------------------------------------------ | -------------- | ---- |
| 1 (267)  | テビット男爵ノーマン・テビット                                  | CH, PC                                  | 政治家                                                 | 1987年7月31日  | 93   |
| 2 (270)  | ドーキングのベイカー男爵ケネス・ベイカー                        | CH, PC                                  | 政治家                                                 | 1992年4月13日  | 90   |
| 3 (278)  | ブリッジウォーターのキング男爵トーマス・キング                  | CH, PC                                  | 政治家                                                 | 1992年4月13日  | 91   |
| 4 (282)  | デイム・ジャネット・ベイカー                                    | CH, DBE                                 | オペラ歌手                                             | 1993年12月31日 | 91   |
| 5 (287)  | オーウェン男爵デイヴィッド・オーウェン                          | CH, PC                                  | 政治家                                                 | 1994年6月11日  | 86   |
| 6 (289)  | サー・デイビッド・アッテンボロー                                | OM, GCMG, CH, CVO, CBE                  | 放送司会者、博物学者                                   | 1995年12月30日 | 98   |
| 7 (291)  | ウェストウェルのハード男爵ダグラス・ハード                      | CH, CBE, PC                             | 政治家                                                 | 1995年12月30日 | 95   |
| 8 (294)  | デイヴィッド・ホックニー                                        | OM, CH                                  | 芸術家                                                 | 1997年6月14日  | 87   |
| 9 (296)  | ヘーゼルタイン男爵マイケル・ヘーゼルタイン                      | CH, PC                                  | 政治家                                                 | 1997年8月2日   | 91   |
| 10 (297) | バーンズのパッテン男爵クリストファー・パッテン                  | CH, PC                                  | 政治家、元香港総督                                     | 1997年12月31日 | 80   |
| 11 (299) | サー・ジョン・メージャー                                        | KG, CH, PC                              | 元イギリス首相                                         | 1998年12月31日 | 81   |
| 12 (300) | ブリジット・ライリー                                            | CH, CBE                                 | 芸術家                                                 | 1998年12月31日 | 93   |
| 13 (305) | ジョン・ド・シャステレン                                        | CC, CMM, CH, CD                         | カナダ陸軍将校、外交官                                 | 1998年12月31日 | 87   |
| 14 (317) | ダン・マッケンジー                                              | CH, FRS                                 | 地球物理学者                                           | 2003年6月14日  | 83   |
| 15 (318) | デイビッド・ハネイ                                              | GCMG, CH                                | 外交官                                                 | 2003年6月14日  | 79   |
| 16 (320) | デイム・ジュディ・デンチ                                        | CH, DBE                                 | 女優                                                   | 2005年6月11日  | 90   |
| 17 (321) | サー・イアン・マッケラン                                        | CH, CBE                                 | 俳優                                                   | 2007年12月31日 | 85   |
| 18 (323) | ラインプネのハワード男爵マイケル・ハワード                      | CH, PC, KC                              | 政治家                                                 | 2011年6月11日  | 83   |
| 19 (324) | クックハムのヤング男爵ジョージ・ヤング                          | CH, PC                                  | 政治家                                                 | 2012年9月20日  | 83   |
| 20 (325) | コー男爵セバスチャン・コー                                      | CH, KBE, Hon FRIBA                      | 政治家、アスリート、ロンドンオリンピック組織委員会会長 | 2012年9月29日  | 68   |
| 21 (327) | ストラスクライド男爵トマス・ガルブレイス                        | CH, PC                                  | 政治家                                                 | 2013年1月7日   | 65   |
| 22 (328) | ピッテンウィームのキャンベル男爵ミンギス・キャンベル            | CH, CBE, PC, KC                         | 政治家                                                 | 2013年6月15日  | 83   |
| 23 (329) | サー・ニコラス・セロタ                                          | CH                                      | キュレーター                                           | 2013年6月15日  | 78   |
| 24 (331) | ベンガーブのオニール女男爵オノラ・オニール                      | CH, CBE, FBA, FRS, FMedSci              | 哲学者                                                 | 2013年12月31日 | 83   |
| 25 (333) | ノッティンガムのクラーク男爵ケネス・クラーク                    | CH, PC, KC                              | 政治家                                                 | 2014年7月22日  | 84   |
| 26 (336) | メアリー・ピーターズ                                            | LG, CH, DBE, DStJ                       | アスリート                                             | 2015年1月1日   | 85   |
| 27 (339) | ウルフ男爵ハリー・ウルフ                                        | CH, PC, FBA, FMedSci                    | 裁判官                                                 | 2015年6月12日  | 91   |
| 28 (341) | サー・ロイ・ストロング                                          | CH, FRSL                                | 美術史家、美術館長                                     | 2016年1月1日   | 89   |
| 29 (343) | ケルヴィンのスミス男爵ロバート・スミス                          | KT, CH                                  | 実業家                                                 | 2016年6月11日  | 80   |
| 30 (344) | アモス女男爵ヴァレリー・アモス                                  | LG, CH, PC                              | 政治家、外交官                                         | 2016年6月11日  | 70   |
| 31 (345) | ジョージ・オズボーン                                            | CH, PC                                  | 政治家、元財務大臣                                     | 2016年8月4日   | 53   |
| 32 (347) | サー・リチャード・エアー                                        | CH, CBE                                 | 映画監督                                               | 2016年12月31日 | 81   |
| 33 (348) | デイム・エヴェリン・グレニー                                    | CH, DBE                                 | 音楽家                                                 | 2016年12月31日 | 59   |
| 34 (349) | サー・アレック・ジェフリーズ                                    | CH, FRS                                 | 遺伝学者                                               | 2016年12月31日 | 75   |
| 35 (353) | サー・マーク・エルダー                                          | CH, CBE                                 | 指揮者                                                 | 2017年6月17日  | 77   |
| 36 (355) | サー・ポール・マッカートニー                                    | CH, MBE                                 | 音楽家                                                 | 2017年6月17日  | 82   |
| 37 (356) | J・K・ローリング                                                | CH, OBE                                 | 著述家                                                 | 2017年6月17日  | 59   |
| 38 (357) | デイム・ステファニー・シャーリー                                | CH, DBE, FREng                          | 起業家、慈善家                                         | 2017年6月17日  | 91   |
| 39 (358) | デリア・スミス                                                  | CH, CBE                                 | 料理人、著述家                                         | 2017年6月17日  | 83   |
| 40 (359) | ブレントフォードのスターン男爵ニコラス・スターン                | CH, FRS, FBA                            | 経済学者                                               | 2017年6月17日  | 78   |
| 41 (361) | ブラッグ男爵メルヴィン・ブラッグ                                | CH, FRS, FBA, FRSL                      | 放送司会者                                             | 2017年12月30日 | 85   |
| 42 (362) | レディ・アントニア・フレーザー                                  | CH, DBE, FRSL                           | 著述家                                                 | 2017年12月30日 | 92   |
| 43 (363) | マーガレット・マクミラン                                        | OM, CC, CH                              | 歴史学者                                               | 2017年12月30日 | 81   |
| 44 (364) | リチャード・ヘンダーソン                                        | CH, FRS, FMedSci                        | 生物学者                                               | 2018年6月9日   | 79   |
| 45 (365) | デイム・キリ・テ・カナワ                                        | ONZ, CH, DBE, AC                        | オペラ歌手                                             | 2018年6月9日   | 81   |
| 46 (366) | マーガレット・アトウッド                                        | CC, OOnt, CH, FRSC, FRSL                | 著述家                                                 | 2018年12月29日 | 85   |
| 47 (367) | マクローリン男爵パトリック・マクローリン                        | CH, PC                                  | 政治家                                                 | 2019年9月10日  | 67   |
| 48 (368) | サー・エルトン・ジョン                                          | CH, CBE                                 | 音楽家                                                 | 2019年12月28日 | 77   |
| 49 (369) | サー・キース・トーマス                                          | CH, FBA, FLSW, FRHistS                  | 歴史学者                                               | 2019年12月28日 | 92   |
| 50 (370) | サー・ポール・スミス                                            | CH, CBE, RDI                            | ファッションデザイナー                                 | 2020年10月10日 | 78   |
| 51 (371) | サー・デイヴィッド・チッパーフィールド                          | CH, CBE, RA, RDI, RIBA                  | 建築家                                                 | 2020年12月31日 | 71   |
| 52 (372) | サー・ポール・ナース                                            | OM, CH, FRS, FMedSci, HonFREng, HonFBA, | 遺伝学者                                               | 2021年12月31日 | 76   |
| 53 (374) | サー・クェンティン・ブレイク                                    | CH, CBE, FCSD, FRSL, RDI                | イラストレーター                                       | 2022年6月1日   | 92   |
| 54 (375) | サー・サルマン・ラシュディ                                      | CH, FRSL                                | 著述家                                                 | 2022年6月1日   | 77   |
| 55 (376) | デイム・マリナ・ワーナー                                        | CH, DBE, FRSL, FBA                      | 著述家                                                 | 2022年6月1日   | 78   |
| 56 (377) | サー・マイケル・マーモット                                      | CH, FRCP, FFPM, FMedSci, FBA            | 学者                                                   | 2022年12月31日 | 80   |
| 57 (379) | サー・ビル・キャッシュ                                          | CH                                      | 政治家                                                 | 2023年         | 84   |
| 58 (380) | サー・ジョン・ベル                                              | GBE, CH, FRS, FMedSci, FREng            | 免疫学者、遺伝学者                                     | 2023年         | 72   |
| 59 (381) | イアン・マキューアン                                            | CH, CBE, FRSA, FRSL                     | 小説家                                                 | 2023年         | 76   |
| 60 (382) | デイム・アナ・ウィンター                                        | CH, DBE                                 | 雑誌編集者                                             | 2023年         | 75   |
| 61 (383) | デイム・シャーリー・バッシー                                    | CH, DBE                                 | 歌手                                                   | 2023年         | 88   |
| 62 (385) | ゴードン・ブラウン                                              | CH, PC, HonFRSE                         | 政治家、元首相、元財務大臣                             | 2024年         | 74   |
| 63 (386) | サー・カズオ・イシグロ                                          | CH, OBE, FRSA, FRSL                     | 小説家                                                 | 2024年         | 70   |
| 64 (-)   | 2024年4月23日のバーケンヘッド男爵フランク・フィールド死後、空位 |                                         |                                                        |                |      |
| 65 (-)   | 2024年9月27日のデイム・マギー・スミスの死後、空位               |                                         |                                                        |                |      |

### 名誉会員
| 会員番号 | 名前               | ポストノミナル | 職業     | 授与年月日    | 年齢 |
| -------- | ------------------ | -------------- | -------- | ------------- | ---- |
| 1 (261)  | アマルティア・セン | CH, FBA        | 経済学者 | 2000年5月11日 | 91   |